# Centris caelebs
Centris caelebs är en biart som beskrevs av Heinrich Friese 1900. Centris caelebs ingår i släktet Centris och familjen långtungebin. Inga underarter finns listade.